# Sylvio Serpa
Alemão, właśc. Sylvio Serpa (ur. 21 stycznia 1904 w Rio de Janeiro  – zm. 26 sierpnia 1975 w Rio de Janeiro) – piłkarz brazylijski grający na pozycji środkowego obrońcy.

## Kariera klubowa
Alemão karierę piłkarską rozpoczął w klubie Botafogo FR w 1921 roku i grał w nim do 1925 roku.

## Kariera reprezentacyjna
Alemão wziął udział w turnieju Copa América 1923. Brazylia zajęła czwarte, ostatnie miejsce, a Alemão zagrał we wszystkich trzech meczach turnieju z Argentyną, Urugwajem i Paragwajem. Ostatni raz w reprezentacji zagrał 9 grudnia 1923 w meczu z Argentyną w Buenos Aires. Łącznie w barwach Canarinhos zagrał sześć razy.